# Drama på slottet
Drama på slottet er en dansk spillefilm fra 1943 instrueret af Bodil Ipsen efter manuskript af Fleming Lynge.

## Handling
På det gamle Københavns Slot udspilles i året 1699 - Kong Christian Vs sidste leveår - et sælsomt drama. En vinterdag kommer den unge junker Friedrich von Kötschau fra Hessen til Christian Vs hof. Der er dødsenskedsommeligt på det gamle dystre slot, hvor kongens tiltagende svagelighed lægger en dæmper på al livsglæden. Friedrich von Kötschau er en flot ung adelsmand, og selv majestæten glæder sig over hans mange lystige påfund. Dertil kommer, at han har en recept på guld, og kongen giver ham lov til at eksperimentere i slottets kælder hos den gamle slotsapoteker Paulus.

## Medvirkende i udvalg
Blandt de medvirkende kan nævnes:
- Gull-Maj Norin
- Bodil Kjer
- Mogens Wieth
- Angelo Bruun
- Ingeborg Brams
- Valdemar Møller
- Elith Pio
- Agnes Thorberg-Wieth
- Aage Winther-Jørgensen
- Petrine Sonne
- Charles Wilken
- Valdemar Skjerning